# بيريز جيبتشيرجير
بيريز جيبتشيرشير (من مواليد 27 سبتمبر 1993) هي عداءة مسافات طويلة كينية محترفة تنافس بشكل رئيسي في مسابقات الجري على الطرق. حصلت على الميدالية الذهبية في سباق الماراثون للسيدات في أولمبياد طوكيو 2020. وهي البطل في بطولة العالم لنصف ماراثون 2016 و 2020. حصلت على انتصارات في ماراثون مدينة نيويورك 2021 وماراثون بوسطن 2022 وحصلت على المركز الثالث في ماراثون لندن 2023.
أفضل وقت لها في نصف الماراثون هو 1:05:06 في 10 فبراير 2017 في الإمارات العربية المتحدة، وهو الرقم القياسي العالمي السابق لنصف الماراثون. وتحمل الرقم القياسي العالمي لنصف الماراثون للسيدات وهو 1:05:16 في بطولة العالم لنصف الماراثون 2020 في غدينيا، بولندا.
في دورة الألعاب الأولمبية الصيفية 2020، فازت بالميدالية الذهبية بزمن قدره 2:27.20، منحها لها توماس باخ. وفازت بماراثون مدينة نيويورك 2021 بزمن قدره 2:22:39، لتصبح أول شخص يفوز بالميدالية الذهبية الأولمبية وماراثون مدينة نيويورك في نفس العام. فازت بماراثون بوسطن 2022 بزمن قدره 2:21:02. وبسبب إصابتها في الفخذ، اضطرت إلى التغيب عن بطولة العالم لألعاب القوى 2022 في ولاية أوريغون.

## الإنجازات

### أفضل إنجاز شخصي
- سباق 5 كم – 15:51 ( بلسانة 2014)
- سباق 10 كم – 30:55 ( براغ 2015)
- نصف الماراثون – 1:05:06 ( رأس الخيمة 2017)
- نصف ماراثون Wo - 1:05:16 ( غدينيا 2020) Wo قياسي عالمي
- ماراثون – 2:17:16 ( بلنسية 2020)

### المسابقات الدولية
| العام                  | المسابقة                     | المكان  | المركز | حدث            | ملاحظة       |
| ---------------------- | ---------------------------- | ------- | ------ | -------------- | ------------ |
| 2016                   | بطولة العالم لنصف الماراثون ‏ | كارديف  | 1st    | نصف الماراثون ‏ | 1:07:31      |
| 2016                   | بطولة العالم لنصف الماراثون ‏ | كارديف  | 1st    | فريق ‏          | 3:22:59      |
| 2020                   | بطولة العالم لنصف الماراثون  | غدينيا  | 1st    | نصف الماراثون  | 1:05:16 WRwo |
| 2020                   | بطولة العالم لنصف الماراثون  | غدينيا  | 2nd    | فريق           | 3:18:10      |
| 2021                   | ألعاب القوى                  | سابورو  | 1st    | ماراثون        | 2:27:20      |
| ماراثون العالم للكبار ‏ |                              |         |        |                |              |
| 2021                   | ماراثون نيويورك ‏             | نيويورك | 1st    | ماراثون        | 2:22:39      |
| 2022                   | ماراثون بوستن ‏               | بوسطن   | 1st    | ماراثون        | 2:21:01      |
| 2023                   | ماراثون لندن                 | لندن    | 3rd    | ماراثون        | 2:18:38      |